# باكتشين
باكتشين هي قرية في مقاطعة هريس، إيران. عدد سكان هذه القرية هو 265 في سنة 2006.